# Harrisville (Rhode Island)

Harrisville é uma região censitária localizada na cidade de Burrillville, no Condado de Providence, estado de Rhode Island, Estados Unidos. Em 2000, Harrisville possuía  1.561 habitantes.

A localidade ficou conhecida pelo caso de Assombração na fazenda da Família Perron,sendo investigado por Ed e Lorraine Warren;caso este que deu origem ao filme de 2013 Invocação do Mal,o primeiro filme da saga de mesmo nome.

## Demografia
De acordo com o censo de 2000, Harrisville possuía 1.561 habitantes, 655 residências e 417 famílias. Sua densidade populacional era de 744,1 hab/km².